# تورو آرایبا
تورو آرایبا (انگلیسی: Toru Araiba؛ زادهٔ ۱۲ ژوئیهٔ ۱۹۷۹) بازیکن فوتبال اهل ژاپن است.
از باشگاه‌هایی که در آن بازی کرده‌است می‌توان به باشگاه فوتبال گامبا اوساکا، باشگاه فوتبال کاشیما آنتلرز، و باشگاه فوتبال سرزو اوساکا اشاره کرد.
وی همچنین در تیم ملی فوتبال زیر ۱۷ سال ژاپن بازی کرده‌است.